# قماربازان کلان
قماربازان کلان (انگلیسی: High Rollers) یک فیلم اکشن آمریکایی محصول سال ۲۰۲۵ به کارگردانی رندال امت با بازی جان تراولتا، جینا گرشان، کلی گریسون و لوکاس هاس است. این دنباله فیلم کَش اوت (۲۰۲۴) محسوب می‌شود.

## تولید
فیلمبرداری در کازینو ریزورت اسکارلت پرل در د ایبرویل، میسیسیپی و مکان‌های دیگر در سراسر ساحل خلیج میسیسیپی در آوریل ۲۰۲۳ انجام شد.